# Michael Cochrane
Michael Cochrane es un actor inglés.

## Biografía
Su hermano mayor es el actor Martin Cochrane.
Michael está casado con la actriz inglesa Belinda Carroll.

## Carrera
Participó en la serie "The Archers" donde interpretó a Oliver Sterling.
Michael interpretó a Jingle en la presentación de "The Pickwick Papers" por medio de la radio de la BBC.
En el 2014 obtuvo un pequeño papel en un episodio de la primera temporada de la serie The Musketeers donde interpretó a un juez durante el episodio "The Homecoming".

## Filmografía

### Series de televisión
| Año         | Título                   | Personaje        | Notas                     |
| ----------- | ------------------------ | ---------------- | ------------------------- |
| 2014        | The Musketeers           | Juez             | episodio "The Homecoming" |
| 2011 - 2012 | Downton Abbey            | Reverendo Travis | 5 episodios               |
| 2012        | Titanic: Blood and Steel | Capitán Smith    | 4 episodios               |
| -           | The Archers              | -                | (radio)                   |

### Películas
| Año  | Título             | Personaje | Notas                                                                                       |
| ---- | ------------------ | --------- | ------------------------------------------------------------------------------------------- |
| 1981 | Evasión o victoria |           | junto a Michael Caine, Sylvester Stallone, Max von Sydow                                    |
| 2011 | The Iron Lady      | William   | junto a Meryl Streep, Jim Broadbent, Iain Glen, Olivia Colman, Harry Lloyd & Michael Culkin |

### Apariciones
| Año  | Título               | Personaje  | Notas                                       |
| ---- | -------------------- | ---------- | ------------------------------------------- |
| 2004 | Light in Dark Places | Redvers    | documental                                  |
| 1978 | Crime Writers        | Dr. Watson | documental - episodio "The Great Detective" |

### Teatro
| Año  | Obra                        | Personaje | Director (a) | Teatro           | Notas                                                                                      |
| ---- | --------------------------- | --------- | ------------ | ---------------- | ------------------------------------------------------------------------------------------ |
| 1996 | Nuremberg War Crimes Trial  | -         | Nicolas Kent | Tricycle Theatre | junto a Colin Bruce, Richard Heffer, David Webb, Mark Penfold, William Hoyland & Raad Rawi |
| 1996 | The Hague War Crimes Trials | -         | Nicolas Kent | Tricycle Theatre | junto a Thomas Wheatley, Jeremy Clyde, Michael Culver, Hugh Simon & Moira Govan            |
| 1996 | Reel                        | .         | Nicolas Kent | Tricycle Theatre | junto a Colin Bruce, Richard Heffer, Mark Penfold, Jeremy Clyde, Hugh Simon & Moira Govan  |
| 1996 | Rwanda and Haiti            | -         | Nicolas Kent | Tricycle Theatre | junto a David Webb, Mark Penfold, Jeremy Clyde, Michael Culver & Hugh Simon                |
| 1996 | Ex-Yu                       | -         | Nicolas Kent | Tricycle Theatre | junto a Richard Heffer, Mark Penfold, Thomas Wheatley, Hugh Simon & Moira Govan            |
| 1980 | The Merchant of Venice      | -         | -            | Old Vic Theatre  | junto a Timothy West, Maureen O'Brien, Christopher Fulford & Bernard Archard               |